# Helmut Schütze

Helmut Schütze (2024)

Helmut Schütze (* 7. Oktober 1939 in Rückersdorf/Sprottau Schlesien (poln. Siecieborzyce/Szprotawa, Slask)) ist ein deutscher Entomologe, dessen Forschungs- und Sammlungsschwerpunkt auf dem Genus Carabus (Insecta, Coleoptera) liegt.

## Werdegang
Nach einer Lehre zum Bankkaufmann, einem Lehramtsstudium an der Pädagogischen Hochschule Osnabrück und dem wissenschaftlichen Studium der Pädagogik an der Universität Göttingen, war er ab 1992 Rektor der Janusz-Korczak-Grundschule in Duderstadt.
Ausgehend von seiner wissenschaftlichen Mitarbeit in der Arbeitsgruppe für Unterrichtsforschung (Lehrstuhl Prof. H. Roth / Universität Göttingen) und seinen Erfahrungen in der Didaktik der Bio- und Zoologie widmete er sich einer umfangreichen deskriptiven Zoogeografie. Sie beschreibt u. a. die Verbreitung der Echten Laufkäfer in ausgewählten großen paläarktischen Gebieten wie China, Sibirien und Zentral-Asien, Kaukasien, Ost-, Südost-, Süd- und Teilen von Mitteleuropa. Dabei arbeitet Schütze mit dem Arzt und Entomologen Frank Kleinfeld zusammen. Aufgrund seiner Reisen und eines umfangreichen Archivs häufig entlegener Dokumente sowie eines differenzierten historischen und aktuellen Kartenmaterials wurden mehr als 11000 Orts- und Lageangaben („Fundortdaten“ über Ortschaften, Flüsse, Gebirge u. ä.) in ihrem häufig sprunghaft veränderlichen Wandel der Bezeichnungen in 150 Jahren geklärt und im gegenwärtigen Ist und geografischen Koordinaten fixiert. Sie wurden in lexikalischer Form in umfangreichen Veröffentlichungen ohne öffentliche und sonstige Forschungsmittel dargestellt.
Ergänzt wird diese Forschung durch die biografische Recherche und Darstellung der Verdienste bedeutender entomologischer Forscherpersönlichkeiten, die sich im vorigen Jahrhundert um Erkenntnisse zur Gattung Carabus verdient gemacht haben.
Die bedeutende umfangreiche Sammlung Schützes geht an das Museum der Natur Hamburg (Zoologische Sammlung), ehemals Centrum für Naturkunde (CeNak).
Er lebt in Gleichen bei Göttingen.

## Veröffentlichungen (Auswahl)
- mit Frank Kleinfeld. Die Carabenformen Chinas mit dem ausführlichen Verzeichnis ihrer Fundorte. Supplement Taxonomischer Katalog Chinesischer Carabiden. Schwanfeld 1995, ISSN 0945-1889
- mit Frank Kleinfeld. Die Carabenformen Chinas mit dem ausführlichen Verzeichnis ihrer Fundorte. Schwanfeld 1997 ISSN 0945-1889
- mit Frank Kleinfeld, F. Die Caraben Chinas. Systematik, Taxa, Bibliographie. Lexikon aller literaturbekannten Fundorte. Delta-Druck+Verlag Peks, Schwanfeld 2007 ISSN 0945-1889
- mit Kleinfeld, F. Carabusformen Zentral-Asiens und Sibiriens. Taxa, Systematik, Bibliographie, Fundorte-Lexikon. 3. völlig neu bearbeitete Auflage. Eigenverlag 2013. ISBN 978-3-00-043134-0
- mit Kleinfeld, F. Die Caraben Kaukasiens mit einem besonders ausführlichen Fundorteverzeichnis. Taxa, Systematik, Bibliographie. Eigenverlag 2001 ISBN 3-00-008185-2
- Fundorte-Verzeichnis (Gazetteer) zur Caraben-Fauna von Mittel-, Ost-, Südost- und Süd-Europa. Die heute gültigen Namen historischer Carabus-Fundorte und ihre geographische Lage. Eigenverlag 2010. ISBN 978-3-00-030261-9
- Über einige fragliche Caraben-Fundorte aus Kaukasien. Entomologische Zeitschrift 1999, 109(8): 313-352; 109(9): 359-367; 109(10):415-422
- Bemerkungen zu einigen typischen Fundorten chinesischer Carabus Linnaeus, 1758. Entomologische Zeitschrift 116(6) 2006:273-276
- Émile Licent und sein Beitrag zur Carabus-Fauna Chinas. – Entomologische Zeitschrift 124(1), 2014: 57-60
- mit Friedrich, O., Paul Born – ein Leben für Carabus. – Entomologische Zeitschrift 125(3), 2015: 181-189
- mit Kleinfeld, F. Eine entomologische „Präsenzbibliothek“ der besonderen Art. Dr. Stephan von Breuning und seine „Monographie der Gattung Carabus“. – Entomologische Zeitschrift 127(1), 2017: 6-3